# Veroudering (materiaal)

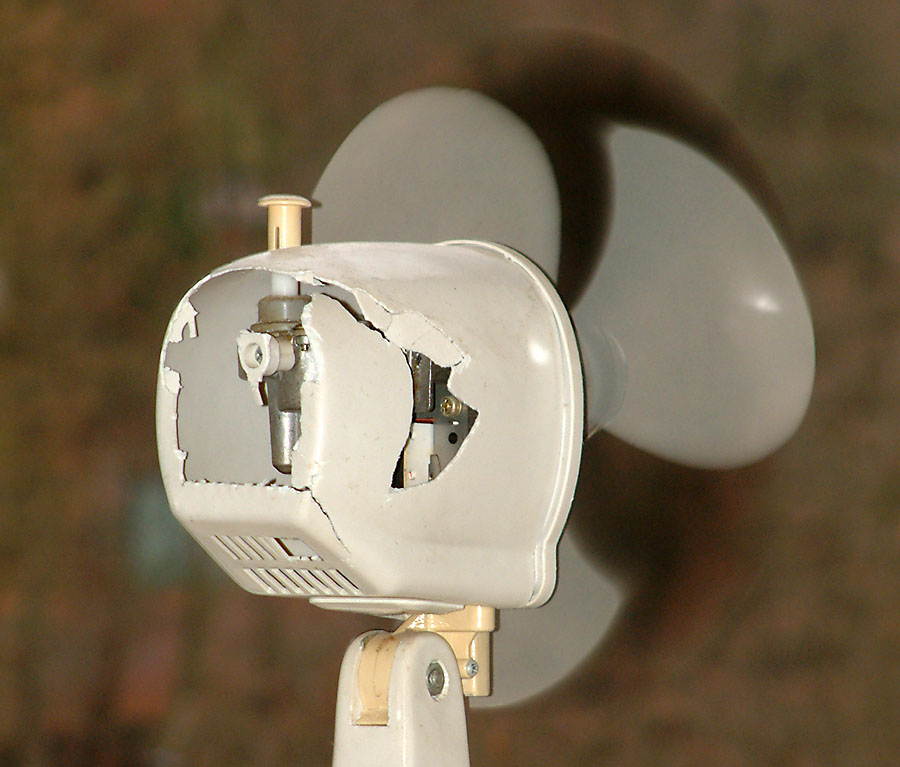
Oude ventilator uit kunststof met dubbele beschadiging door uv: brosheid het omhulsel en verkleuring van het scharnier.

Veroudering of degradatie is het fenomeen dat materiaaleigenschappen in de tijd ten nadele veranderen.
Verval gebeurt onder invloed van warmte of licht, waardoor chemische of fysische stofeigenschappen langzaam veranderen. Veel kunststoffen worden na verloop van tijd bros door veroudering. Om de gevolgen van veroudering te testen, worden materialen kunstmatig verouderd. Daarbij worden ze gedurende een bepaalde tijd in een zeer droge en/of warme omgeving geplaatst, of blootgesteld aan een sterke lichtbron.

## Geplande veroudering
Geplande veroudering is een methode van industrieel design, die inhoudt dat producten bewust ontworpen worden met een beperkte levensduur, zodat de consument sneller genoodzaakt is om het product opnieuw aan te schaffen. Naast een beperkte levensduur kan ook slechte herstelbaarheid als geplande veroudering worden beschouwd: voor goedkopere spullen overstijgen de herstelkosten vaak de kosten van aankoop van een nieuw toestel.